# Liste des parcs d'État du Wisconsin

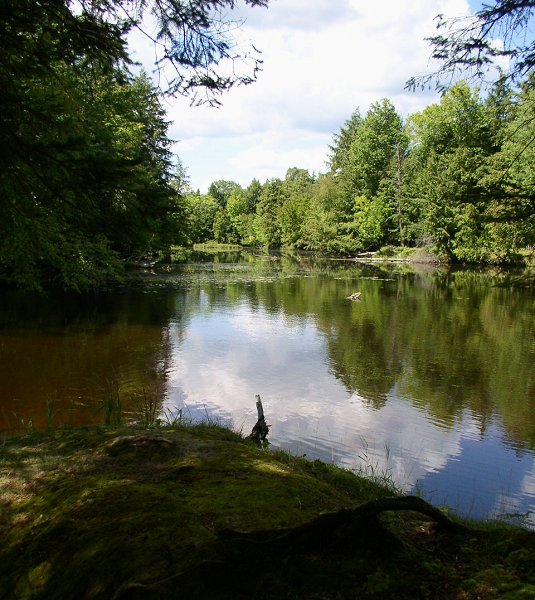
Brunet Island

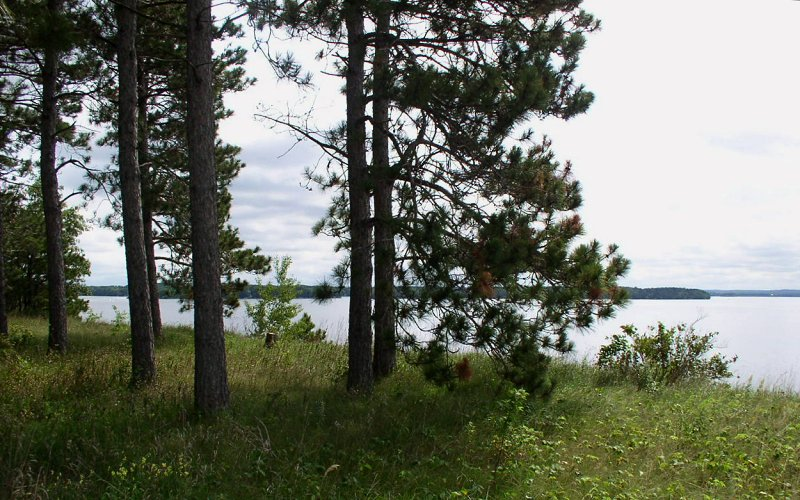
Lake Wissota

Liste des parcs d'État du Wisconsin aux États-Unis d'Amérique par ordre alphabétique. Ils sont gérés par le Wisconsin Department of Natural Resources (en).
- Amnicon Falls
- Aztalan
- Belmont Mound
- Big Bay
- Big Foot Beach
- Blue Mounds
- Brunet Island
- Buckhorn
- Capital Springs
- Copper Culture
- Copper Falls
- Council Grounds
- Devil's Lake
- Governor Dodge
- Governor Nelson
- Governor Thompson
- Harrington Beach
- Hartman Creek
- Heritage Hill
- High Cliff
- Interstate
- Kinnickinnic
- Kohler-Andrae
- Lake Kegonsa
- Lake Wissota
- Lakeshore
- Lapham Peak
- Merrick
- Mill Bluff
- Mirror Lake
- Natural Bridge
- Nelson Dewey
- New Glarus Woods
- Newport
- Pattison
- Peninsula
- Perrot
- Potawatomi
- Rib Mountain
- Roche-A-Cri
- Rock Island
- Rocky Arbor
- Straight Lake
- Tower Hill
- Whitefish Dunes
- Wildcat Mountain
- Willow River
- Wyalusing
- Yellowstone Lake